# Centrochelys sulcata
A tartaruga-de-esporas-africana (Centrochelys sulcata) é uma espécie de tartaruga cryptodira da família Testudinidae e o único membro do gênero Centrochelys. Anteriormente, fazia parte do gênero Geochelone.
Habitava grande parte do território do norte africano, na parte sul do deserto do Saara e no Sahel, mas que atualmente só pode ser vista dentro de reservas de proteção ambiental. Estão em via de extinção devido ao processo de urbanização de seu habitat, às capturas para efeitos de comércio como animal de estimação, e também pelo uso de sua carne na alimentação local e medicina tradicional[carece de fontes?].
Devido ao seu tamanho, é a terceira maior tartaruga terrestre do mundo e a maior das continentais (não nativa de arquipélagos).